# Besenginsterheide

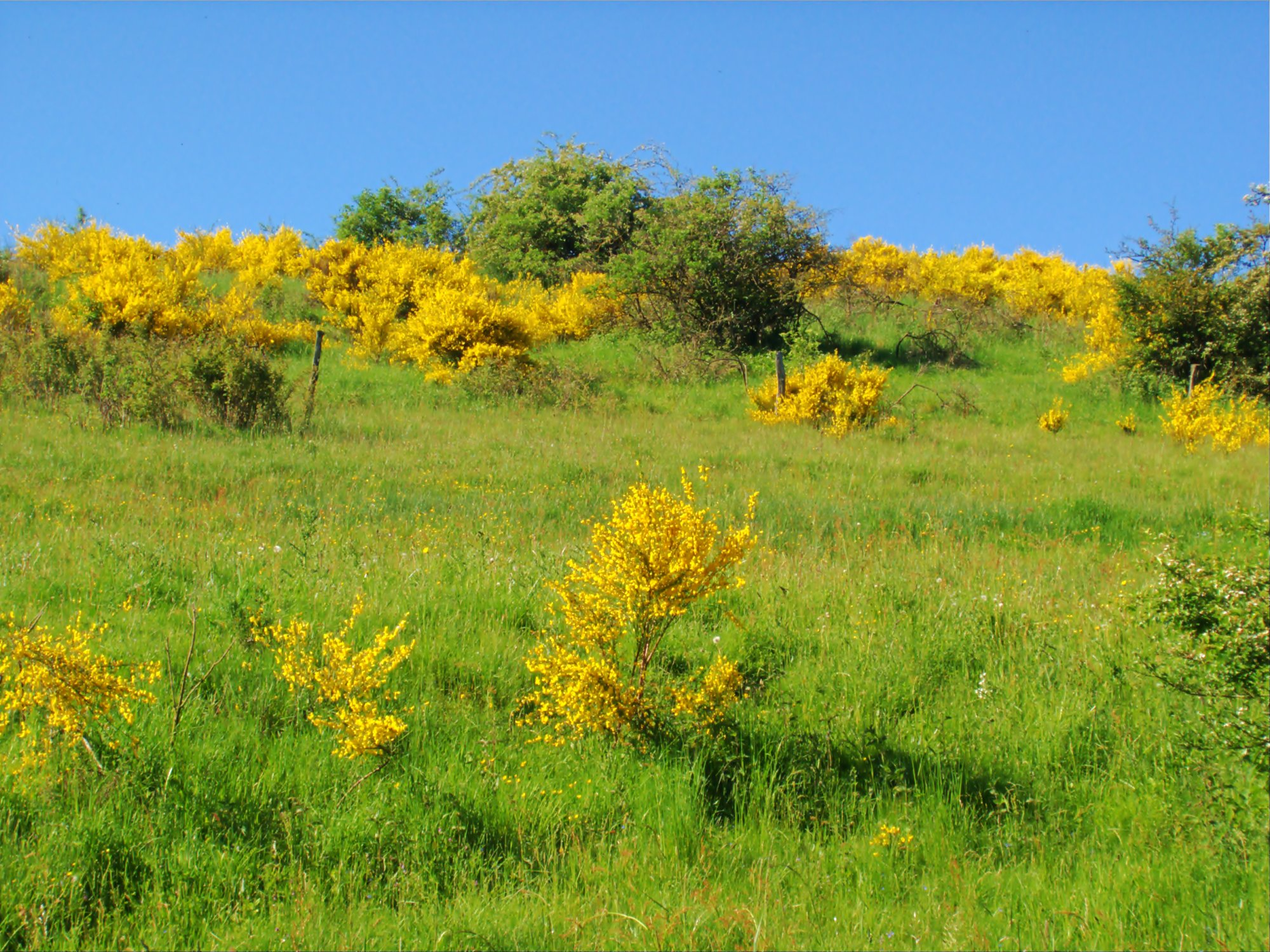
Besenginsterheide in der Eifel

Besenginsterheide (Rubo plicati-Sarothamnetum) ist eine Heideform, die typisch ist für die Eifel, das Sauerland und weitere Landschaften des Rheinischen Schiefergebirges.
Die Entstehung der Besenginsterheide geht auf eine bestimmte landwirtschaftliche Wechselwirtschaft, die sogenannte Feld-Heide-Wechselwirtschaft, zurück. Bei ihr wechselte sich eine Nutzung von Land als Ackerfläche und Weide ab. Das Land lag meist in den Außenfluren und wurde über 12 bis 40 Jahre als Allmende zur Weide des Viehs genutzt. Danach wurde das Land für einen Zeitraum von zwei bis drei Jahren parzelliert und ackerbaulich genutzt. Zur Vorbereitung der meist sehr armen Böden wurde die Oberfläche abgeplaggt, der Bewuchs an Sträuchern abgehackt und gemeinsam mit den Plaggen verbrannt. Mit der Asche wurde das Land gedüngt, auf dem dann für ein Jahr Roggen und für ein bis zwei Jahre Hafer angebaut werden konnte. Anschließend wurde die Fläche wieder der Allmende zugeführt und extensiv als Weide genutzt.